# جونجو ماكفادين
جونجو ماكفادين (بالإنجليزية: Johnjoe McFadden) (ولد في 17 مايو 1956م) عالم وأكاديمي وكاتب أنجلو أيرلندي. وهو أستاذ علم الوراثة الجزيئية في جامعة ساري بالمملكة المتحدة.

## حياته
ولد مكفادين في دونيجال في أيرلندا ونشأ في المملكة المتحدة، يحمل الجنسية البريطانية والإيرلندية. حصل على شهادة البكالوريوس في الكيمياء الحيوية من جامعة لندن في عام 1977، وحصل على درجة الدكتوراه من كلية إمبريال كوليدج في لندن عام 1982. بدأ العمل على الأمراض الوراثية البشرية ثم انتقل لدراسة الأمراض المعدية في مدرسة سانت ماري الطبية في لندن (1982-84)، ثم عمل في كلية طب مستشفى جورج لندن (1984-88)، ثم في جامعة سري في غيلدفورد في المملكة المتحدة.
لأكثر من عقد من الزمان قام ماكفادين بإجراء أبحاث حول علم الوراثة للميكروبات مثل عوامل السل والتهاب السحايا، واخترع اختبار لتشخيص التهاب السحايا. نشر أكثر من 100 مقالة في المجلات العلمية حول مواضيع واسعة النطاق مثل علم الوراثة الجرثومي والسل وأمراض مجهول السبب ونمذجة الكمبيوتر للتطور. ساهم في أكثر من اثني عشر كتابًا وحرر كتابًا عن علم الجينات الفطرية. قام بإنتاج نموذج حاسوب صناعي عُد تطورًا في الكائنات الحية.
حاضر ماكفادن في أماكن مختلفة من العالم شملت: المملكة المتحدة وأوروبا والولايات المتحدة واليابان، ظهرت أعماله في الإذاعة والتلفزيون والمقالات الصحفية الوطنية خاصة في صحيفة الغارديان. منصبه الحالي والذي يشغله منذ عام 2001 هو أستاذ علم الوراثة الجزيئية في جامعة ساري. يعيش ماكفادن في لندن وهو متزوج وله ابن واحد.

## التطور الكمي
كتب ماكفادن كتاب العلوم الشهير تطور الكم وبناه على مفهوم التطور الكمي. يدرس الكتاب دور ميكانيكا الكم في الحياة والتطور والوعي. وقد وصف الكتاب بأنه يقدم آلية تطورية بديلة تتجاوز إطار الداروينية الجديدة.
تلقى الكتاب تعليقات إيجابية من قبل مراجعات كيركوس وناشرز ويكلي. تمت مراجعته بشكل سلبي في مجلة الوراثة من قبل عالم الأحياء التطوري والاس آرثر.

## الكتابة
في عام 2006 شارك مكفادين في تحرير كتاب الطبيعة البشرية: الحقيقة والخيال، يدور الكتاب حول رؤى كل من العلوم والأدب في الطبيعة البشرية، بمساهمات من كل من: إيان مكيوان، فيليب بولمان، ستيفن بينكر، إيه. سي. غرايلينج وآخرون.
في عام 2014 شارك مكفادين في كتاب العلوم الحياة على الحافة: العصر القادم لبيولوجيا الكم، حيث قام هو وجيم الخليلي بمزيد من استكشاف علم الأحياء الكوانتي، وخاصة النتائج الحديثة في التمثيل الضوئي، وتحفيز الإنزيمات، والملاحة الطيرية، والشم، الطفرة وعلم الأعصاب. تلقى الكتاب مراجعات إيجابية، على سبيل المثال قال الكاتبان فيليب بولمان وتوم ويبل تايمز على التوالي:
| جونجو ماكفادين | الحياة على الحافة تعطي أوضح حساب قرأته عن الطرق الممكنة التي يمكن أن تؤثر بها الأحداث الصغيرة جداً لعالم الكوانت على عالم المخلوقات الحية المتوسطة الحجم مثلنا. كيف عالمنا حتى المشبع منه مع غرابة الكم. | جونجو ماكفادين |

| جونجو ماكفادين | الكتاب طموح إلى حدٍّ كبير ... مهارة الكتابة تؤمِّن الارتقاء لإبقاءنا عالياً بينما نطير من خلال علم الأرض الغريب والمذهل لعلم جديد حقيقي. | جونجو ماكفادين |

يكتب ماكفادن بانتظام مقالات لصحيفة الجارديان، حول مواضيع متنوعة مثل ميكانيكا الكم والتطور والمحاصيل المعدلة وراثيًا، كما يستعرض ماكفادن الكتب المؤلفة في مقالاته ويقوم بمراجعتها وتقييمها. كما نشرت واشنطن بوست وصحيفة فرانكفورتر العامة العديد من مقالاته.